# شیرمرغ (قائنات)
شیرمرغ دارای مناطق دیدنی مانند چیرک و بندستان میباشد.
شیرمرغ روستایی در دهستان قائن بخش مرکزی شهرستان قائنات استان خراسان جنوبی ایران است.

## جمعیت
بر پایه سرشماری عمومی نفوس و مسکن در سال ۱۳۹۵ جمعیت این روستا ۶۱۵ نفر (در ۱۷۵ خانوار) بوده است.